# 2009 en Thaïlande
Chronologie en Asie
2007 en Thaïlande - 2008 en Thaïlande - 2009 en Thaïlande - 2010 en Thaïlande - 2011 en Thaïlande
2007 par pays en Asie - 2008 par pays en Asie - 2009 par pays en Asie - 2010 par pays en Asie - 2011 par pays en Asie

## Chronologie

### Janvier 2009
- Jeudi 1er janvier 2009 : 65 personnes sont mortes et 222 autres ont été blessées dans l'incendie du club « Santika », une boîte de nuit située dans le quartier de divertissement d'Ekkamai à Bangkok, où les clients fêtaient le Nouvel An. Le sinistre qui a vraisemblablement été provoqué par un système de compte à rebours basé sur l'utilisation de feux d'artifice. Plusieurs dizaines d'étrangers figurent parmi les blessés ou morts. Selon la police : « Il semble que le feu ait pris dans la zone de l'estrade sur laquelle un groupe de musiciens jouait. Il y a eu un spectacle pyrotechnique et il semble qu'il soit à l'origine de l'incendie […] La plupart des victimes sont décédées de suffocation, mais certaines ont été tuées dans la bousculade quand les gens ont tenté de sortir  ». Les pompiers affirment que le nombre de morts avait été aggravé par le fait que l'immeuble ne possédait pas assez de sorties de secours et que les fenêtres aux étages supérieurs étaient fermées avec des barres de fer[1].

- Mardi 6 janvier 2009  : la ministre de l'Information et de la communication, Ranongruk Suwanchawee, annonce que le nouveau gouvernement d'Abhisit Vejjajiva a fait bloquer l'accès à 2 300 sites web dont les contenus étaient jugés insultants pour la monarchie thaïlandaise et prévoyait d'en bloquer 400 autres. L'image de la monarchie et du roi Bhumibol Adulyadej est protégée par une législation extrêmement sévère.

- Mardi 13 janvier 2009 : selon Amnesty International, les forces de sécurité thaïlandaises torturent systématiquement des suspects dans la lutte contre l'insurrection séparatiste dans le Sud musulman. Plus de 3 500 personnes ont été tuées dans les violences séparatistes qui affectent depuis cinq ans les trois provinces les plus méridionales de la Thaïlande où la population d'ethnie malaise est très majoritairement musulmane, contrairement au reste du royaume essentiellement bouddhiste. 34 cas de mauvais traitements ont été dénombrés sur des suspects soumis à des bastonnades ou à des décharges électriques, enterrés jusqu'au cou ou piqués avec des aiguilles, y compris aux yeux. Entre mars 2007 et mai 2008, quatre personnes sont ainsi mortes de coups en détention. La plus jeune victime mentionnée dans le rapport est un garçon de six ans qui aurait été torturé avec sa mère[2].

- Jeudi 15 janvier 2009 : selon des témoignages de migrants bangladais et birmans recueillis par la BBC,  l'armée thaïlandaise rejetterait à la mer les boat people débarqués sur les côtes du royaume. Arrêtés, ils sont remorqués dans des embarcations légères vers la haute-mer et abandonnés à leur sort sans nourriture et sans eau. Des groupes entiers de migrants seraient morts de faim ou disparus en mer. Chaque année, plusieurs milliers de Bangladais et de Birmans tentent de rallier l'Asie du Sud-Est à la recherche d'un emploi et de meilleures conditions de vie[3].

- Lundi 19 janvier 2009 : un auteur australien Harry Nicolaides (41 ans), est condamné à trois ans de prison pour avoir insulté la famille royale dans un roman paru en 2005 et dont seuls sept exemplaires s'étaient vendus. Selon des organisations de défense des droits de l'Homme, il avait été arrêté le 31 août à l'aéroport international de Bangkok alors qu'il s'apprêtait à quitter le pays sans savoir qu'il était recherché. Le tribunal l'a déclaré coupable d'avoir « suggéré l'existence d'un abus de pouvoir royal » dans un passage de son livre traitant de la vie personnelle d'un prince fictif. Le crime de lèse-majesté peut valoir 3 à 15 ans de prison à son auteur. En 2007, un Suisse a été condamné à dix ans de prison pour avoir abîmé des portraits du roi un jour d'ivresse[4].

- Mardi 20 janvier 2009 : un universitaire de gauche, Giles Ji Ungpakorn, professeur de sciences politiques à l'université Chulalongkorn, est inculpé du crime de lèse-majesté et insulte à la monarchie, à la suite de la parution de son libre politique contre l'armée A Coup for the Rich (Un coup d'État pour les riches) publié en 2007 et ayant trait au putsch militaire sans effusion de sang de septembre 2006 où le premier ministre Thaksin Shinawatra avait été renversé par des généraux royalistes avant de s'exiler.

- Mardi 27 janvier 2009 : Saravuth Ariya, 28 ans, chanteur du groupe rock « Burn » (Brûle), est la sixième personne inculpée pour négligence ayant causé la mort peu après minuit le 1er janvier alors que les flammes ravageaient le night-club Santika du quartier d'Ekkamai à Bangkok. Il est inculpé pour avoir allumé les feux d'artifice qui ont provoqué l'incendie.

### Février 2009
- Lundi 3 février 2009 :
  - Début des négociations à Bangkok en vue de régler les différends frontaliers avec le Cambodge qui avaient dégénéré en échanges de tirs en octobre 2008 autour du temple de Preah Vihear. Quatre soldats avaient alors été tués. Ces négociations se déroulent dans le cadre d'une commission conjointe chargée de délimiter la frontière. La dernière rencontre en novembre à Siem Reap (Cambodge) s'était achevée sur des désaccords.
  - L'ancien homme fort de la Thaïlande, Thaksin Shinawatra, qui vit en exil, se déclare prêt à « revenir dans l'arène politique » et à être « de nouveau premier ministre », poste duquel il avait été chassé par l'armée en 2006. Il a réaffirmé sa détermination à se battre jusqu'au bout pour rétablir sa réputation entachée par des affaires judiciaires de corruption, selon lui « à connotation politique ».

- Mardi 24 février 2009 : quelque 10 000  partisans de l'ex-premier ministre thaïlandais en exil Thaksin Shinawatra, les « chemises rouges »,  se sont rassemblés dans le parc de Sanam Luang à Bangkok.  Les manifestants  ont annoncé leur intention d'organiser un sit-in autour du siège du gouvernement  pour exiger la dissolution du Parlement, la tenue de nouvelles élections et le rétablissement de la Constitution de 1997, abolie par l'armée. Le gouvernement a déplacé sa réunion hebdomadaire vers la station balnéaire de Hua Hin (sud).

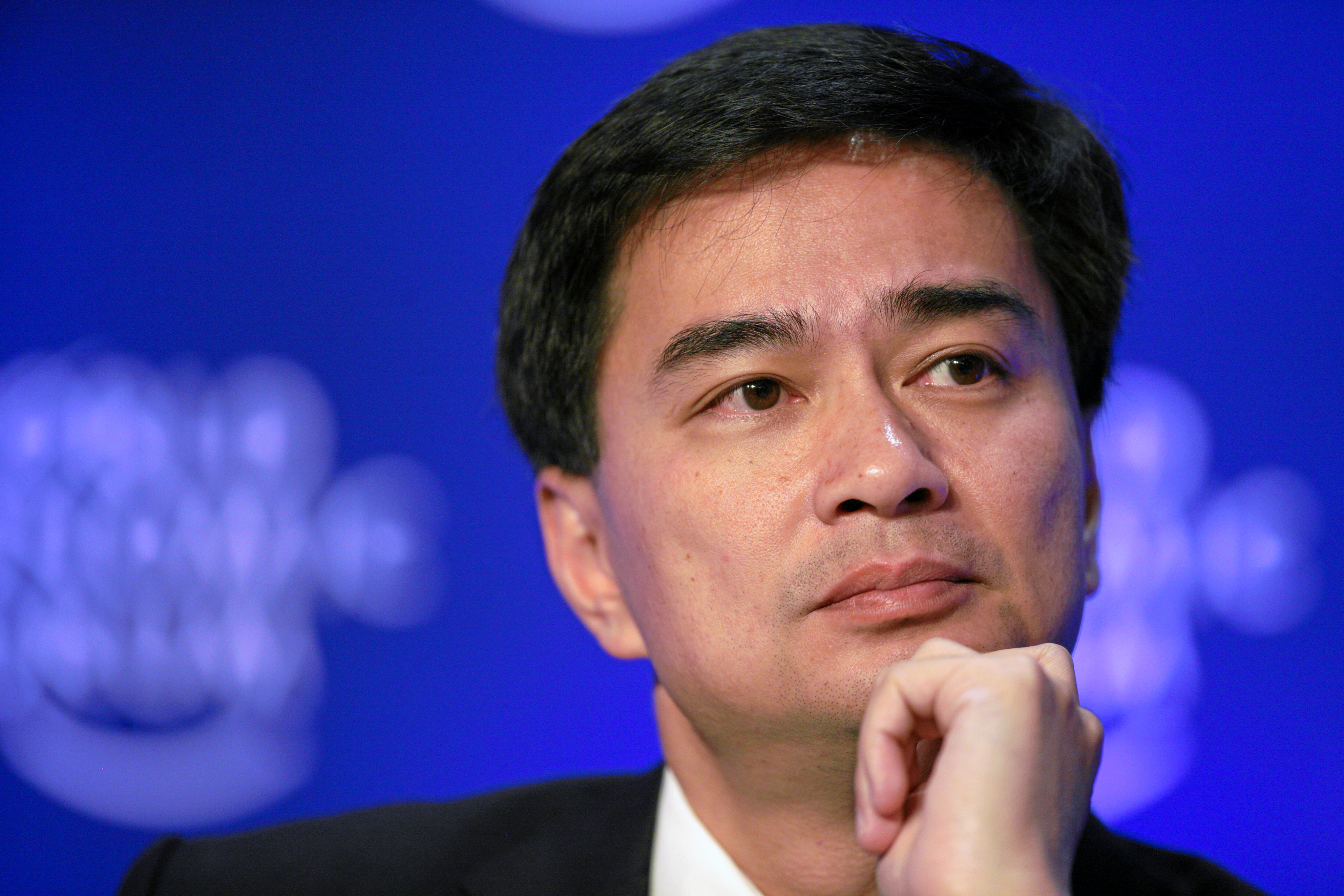
Abhisit Vejjajiva
(avril 2009)

- Mercredi 25 février 2009 : le premier ministre Abhisit Vejjajiva et le vice-premier ministre Suthep Thaugsuban, profitant d'une diminution nocturne du nombre de manifestants encerclant les bureaux du gouvernement, réussissent  sous haute protection policière à entrer dans le  siège du gouvernement.

### Mars 2009
- Dimanche 8 mars 2009 : quelque 1 500 partisans, tous vêtus de rouge, de l'ancien premier ministre, Thaksin Shinawatra, ont manifesté dans le calme dans les rues de Khon Kaen (nord-est), un des bastions pro-Thaksin, très populaire au sein des populations rurales du nord de la Thaïlande,  dans le cadre d'une campagne visant à renverser le gouvernement.

- Lundi 23 mars 2009 : 11 personnes dont 2 policiers sont blessées par l'explosion de deux bombes dans la province de Narathiwat (sud musulman) en proie depuis cinq ans à un vif regain de séparatisme. Les deux engins ont été activés à l'aide de téléphones mobiles.

- Jeudi 26 mars 2009 : le mouvement des « chemises rouges » regroupant les partisans de l'ex-premier ministre Thaksin Shinawatra campe autour du siège du gouvernement. Thaksin Shinawatra, ancien homme fort, renversé par des généraux royalistes en septembre 2006, vit depuis en exil pour échapper à une condamnation pour corruption dans son pays.

### Avril 2009

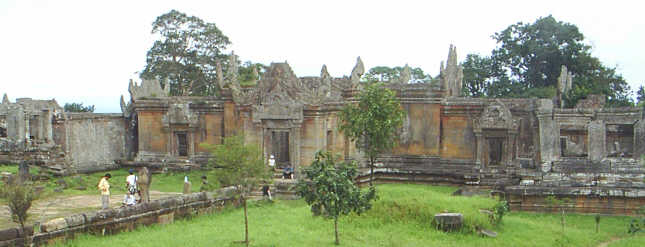
Temple de Preah Vihear
(novembre 2005)</center

- Vendredi 3 avril 2009 : De nouveaux échanges de tirs se sont produits, dans la zone autour du temple de Preah Vihear, disputée entre le Cambodge et la Thaïlande. Un soldat thaïlandais a été tué et sept autres blessés lors des échanges de tirs.

- Mardi 7 avril 2009 : sous la pression du mouvement des « chemises rouges », le gouvernement est contraint de déplacer sa réunion hebdomadaire vers la station balnéaire de Pattaya où le convoi du premier ministre a été attaqué par des manifestants pro-Thaksin.

- Mercredi 8 avril 2009 : quelque 60 000 partisans — les « chemises rouges » — de l'ex-premier ministre Thaksin Shinawatra manifestent à Bangkok pour obtenir le départ du gouvernement d'Abhisit Vejjajiva. Le mouvement des « chemises rouges » qui campe autour du siège du gouvernement depuis le 26 mars accentue la pression sur le pouvoir et ses alliés en encerclant la résidence du général de réserve Prem Tinsulanonda (88 ans), président du Conseil privé du roi qu'ils accusent  d'« avoir incité l'armée à se tourner contre la démocratie ». Le premier ministre Abhisit Vejjajiva (44 ans), a averti les manifestants qu'aucune violence ne serait tolérée et a rejeté leurs demandes en vue d'une dissolution du Parlement et d'élections législatives anticipées. Il estime que certains manifestants cherchent à créer « le chaos dans les rues » et que l'attaque de la veille s'inscrit dans des efforts délibérés pour provoquer les autorités[5].

- Jeudi 9 avril 2009 : le premier ministre Abhisit Vejjajiva, déclare que la grande manifestation permanente antigouvernementale en cours à Bangkok pourra se poursuivre aussi longtemps qu'elle demeurera pacifique : « Ma position demeure la même : le rassemblement peut se poursuivre dans la mesure où ils agissent dans le cadre de la loi », estimant que les manifestants ne sont en rien une menace pour le sommet asiatique, qui doit se tenir à compter de vendredi en Thaïlande.

- Vendredi 10 avril 2009 : aggravation de la crise politique. Le sommet asiatique de Pattaya est reporté sine die et l'état d'urgence décrété dans la ville et ses alentours. Le complexe hôtelier de luxe surplombant le golfe de Thaïlande, où le sommet avait débuté, a été pris d'assaut par des centaines de manifestants « chemises rouges », débordant les forces de l'ordre, dans une atmosphère de chaos total.

- Samedi 11 avril 2009 : à la suite des évènements de Pattaya, le gouvernement est contraint d'annuler le sommet et de déclarer temporairement l'état d'urgence, jusqu'à l'évacuation complète des dirigeants étrangers.

- Dimanche 12 avril 2009 : le gouvernement décrète l'état d'urgence à Bangkok et sa région à la suite de manifestations, en raison de « l'aggravation de la situation » et d'un groupe d'opposants qui «incitent à des désordres ». La police a interpellé Arismun Pongreungrong, chanteur populaire et leader des mouvements de protestation anti-gouvernementale. Une cinquantaine de manifestants anti-gouvernementaux ont réussi à pénétrer dans les locaux du ministère de l'intérieur où se trouvait le premier ministre qui a réussi à prendre la fuite en voiture. Des soldats armés ont commencé à se déployer dans la ville alors que des manifestants se sont emparés d'un char de l'armée. Le vice-premier ministre chargé de la sécurité, Suthep Thaugsuban, appelle la police et l'armée à agir immédiatement pour faire cesser les troubles[6].

- Lundi 13 avril 2009 : toute la journée, les manifestants ont érigé des barricades et se sont battus contre l'armée à coups de cocktail Molotov et de pavé, incendiant de nombreux autobus, ainsi qu'un bâtiment du ministère de l'éducation. Les soldats ont fait reculer les manifestants, en tirant à l'arme automatique et en utilisant des gaz lacrymogènes et des canons à eau, les acculant près du siège du gouvernement, au terme d'une journée de violence et d'anarchie qui a fait au moins 2 morts et 113 blessés. Le premier ministre, Abhisit Vejjajiva, annonce dans la soirée que les opérations de l'armée pour rétablir l'ordre étaient « presque achevées », les manifestants n'étant plus rassemblés qu'en un seul endroit de la capitale[7].

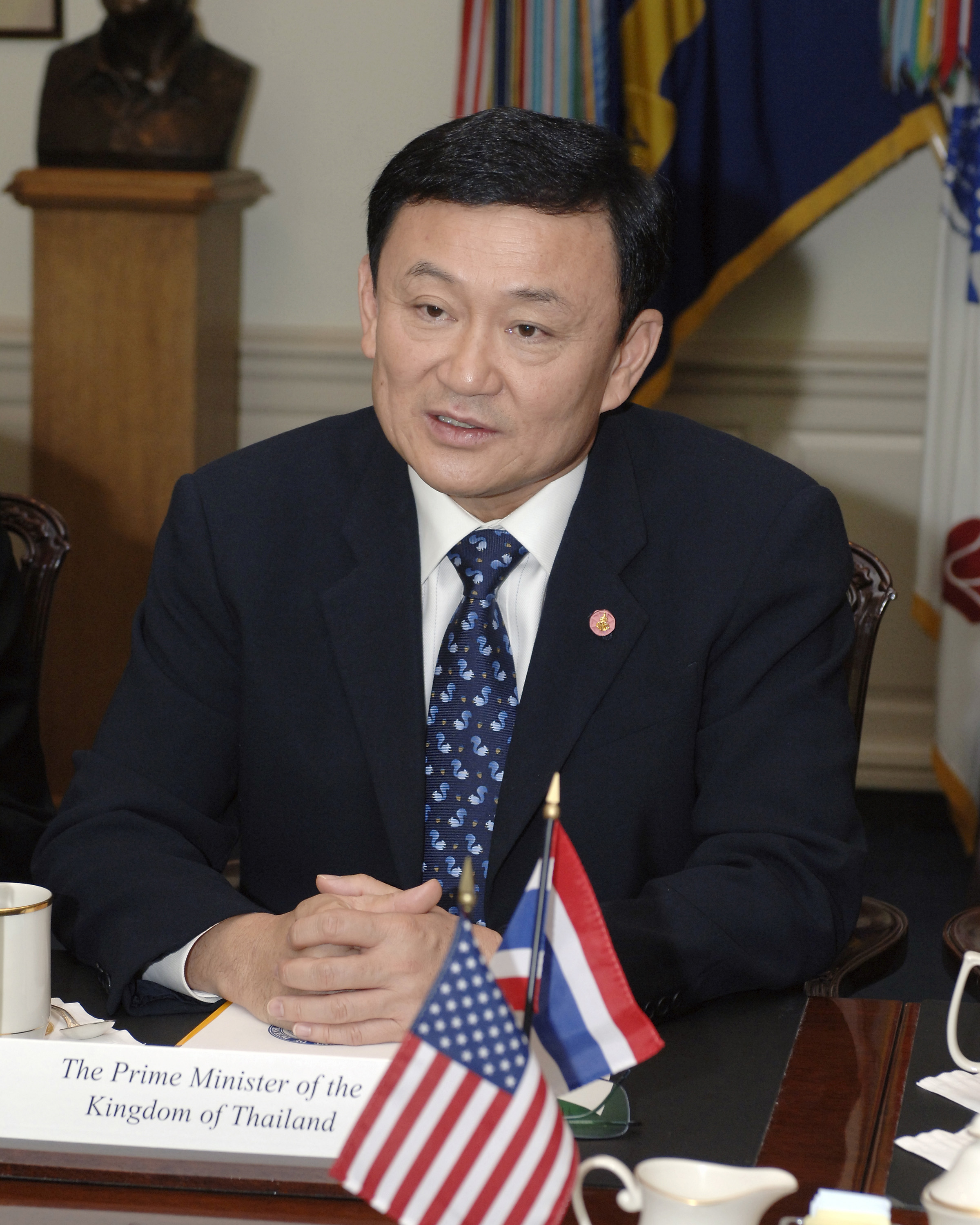
Thaksin Shinawatra
(septembre 2005)

- Mardi 14 avril 2009 : les manifestants anti-gouvernementaux, les « chemises rouges », encerclés désormais par l'armée, ont levé l'occupation du quartier du gouvernement qu'ils bloquaient par des barricades depuis trois semaines. Les leaders du mouvement se sont rendus à la police. Les festivités du nouvel an ont pu reprendre et les grands magasins ont pu faire faire leur réouverture. La justice thaïlandaise entend punir les meneurs de l'opposition gouvernementale, des mandats d'arrêt ont été émis contre l'ex-premier ministre thaïlandais en exil, Thaksin Shinawatra, et douze de ses partisans « pour rassemblement illégal de plus de dix personnes, menace de violence et atteinte à la paix civile »[8],[9].

- Vendredi 17 avril 2009 : le fondateur du mouvement royaliste des « chemises jaunes », Sondhi Limthongkul (61 ans), homme d'affaires et patron de presse, est grièvement blessé par balle dans une attaque à Bangkok. Il a créé en 2006, l'Alliance du peuple pour la démocratie (PAD) pour « sauver la Thaïlande de la corruption généralisée » sous le gouvernement de l'ex-premier ministre Thaksin Shinawatra. L'attaque est intervenue quelques jours après la répression par l'armée thaïlandaise d'importantes manifestations de « chemises rouges » dans la capitale. Ces violences ont fait deux morts et 123 blessés[10],[11].

### Mai 2009
- Mardi 12 mai 2009 : le premier ministre Abhisit Vejjajiva annonce que le premier cas de grippe H1N1 est confirmé.

### Juin 2009
- Vendredi 5 juin 2009 : mort par pendaison à Bangkok de l'acteur David Carradine (72 ans), alors qu'il y tournait le film « Stretch » du français Charles de Meaux. Il a été le héros de la série Kung Fu dans les années 1970 et des films « Kill Bill » de Quentin Tarantino[12].

- Dimanche 7 juin 2009 : des rebelles islamistes ont fait exploser une voiture piégée dans la foule après avoir abattu un habitant dans un village de la province de Narathiwat, à majorité musulmane, faisant deux morts et 19 blessés. La rébellion islamiste a fait plus de 3 400 morts depuis 2004 dans les trois provinces du sud de la Thaïlande, Pattani, Yala et Narathiwat.

- Lundi 8 juin 2009 : l'attaque d'une mosquée du sud musulman par un groupe de rebelles musulmans séparatistes cause la mort d'au moins 10 fidèles et en blesse 13 autres.